# Населення Сен-Мартену
Населення Сен-Мартену. Чисельність населення країни 2015 року становила 31,75 тис. осіб (217-те місце у світі). 

## Природний рух

### Вікова структура

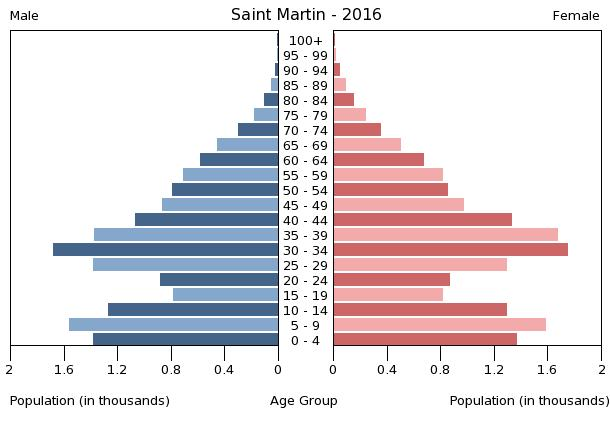
Віково-статева піраміда населення Сен-Мартену, 2016 рік

Середній вік населення Сен-Мартену становить 32,3 року (96-те місце у світі): для чоловіків — 31,3, для жінок — 33,2 року.
Вікова структура населення Сен-Мартену, станом на 2015 рік, мала такий вигляд:
- діти віком до 14 років — 26,51 % (4 192 чоловіка, 4 225 жінок);
- молодь віком 15—24 роки — 10,58 % (1 682 чоловіка, 1 677 жінок);
- дорослі віком 25—54 роки — 47,05 % (7 101 чоловік, 7 838 жінок);
- особи передпохилого віку (55—64 роки) — 8,57 % (1 267 чоловіків, 1 455 жінок);
- особи похилого віку (65 років і старіші) — 7,3 % (1 033 чоловіка, 1 284 жінки)[1].

## Розселення
Густота населення країни 2015 року становила 685 осіб/км² (16-те місце у світі). Більшість населення країни мешкає на морському узбережжі навколо міст Марігот, Орлеан і Гранд-Касе.

## Расово-етнічний склад
| Етнічний склад (2015 рік) | Етнічний склад (2015 рік) | Етнічний склад (2015 рік) | Етнічний склад (2015 рік) | Етнічний склад (2015 рік) |
| ------------------------- | ------------------------- | ------------------------- | ------------------------- | ------------------------- |
| Етнос:                    |                           |                           | Відсоток:                 |                           |
| креоли                    | креоли                    |                           | %                         | %                         |
| гваделупські метиси       | гваделупські метиси       |                           | %                         | %                         |
| індійці                   | індійці                   |                           | %                         | %                         |

Головні етноси країни: креоли, темношкірі, гваделупські метиси, світлошкірі, індійці.

## Мови
| Мови Сен-Мартену (2015 рік) | Мови Сен-Мартену (2015 рік) | Мови Сен-Мартену (2015 рік) | Мови Сен-Мартену (2015 рік) | Мови Сен-Мартену (2015 рік) |
| --------------------------- | --------------------------- | --------------------------- | --------------------------- | --------------------------- |
| Мова:                       |                             |                             | Відсоток:                   |                             |
| французька                  | французька                  |                             | %                           | %                           |
| англійська                  | англійська                  |                             | %                           | %                           |
| голландська                 | голландська                 |                             | %                           | %                           |
| ямайське патуа              | ямайське патуа              |                             | %                           | %                           |
| іспанська                   | іспанська                   |                             | %                           | %                           |
| пап'яменто                  | пап'яменто                  |                             | %                           | %                           |

Офіційна мова: французька. Інші поширені мови: англійська, голландська, ямайське патуа, іспанська, пап'яменто.

## Релігії
| Релігії на Сен-Мартені (2009 рік) | Релігії на Сен-Мартені (2009 рік) | Релігії на Сен-Мартені (2009 рік) | Релігії на Сен-Мартені (2009 рік) | Релігії на Сен-Мартені (2009 рік) |
| --------------------------------- | --------------------------------- | --------------------------------- | --------------------------------- | --------------------------------- |
| Віросповідання:                   |                                   |                                   | Відсоток:                         |                                   |
| християни                         | християни                         |                                   | 93%                               | 93%                               |
| індуїсти                          | індуїсти                          |                                   | 7%                                | 7%                                |

Головні релігії й вірування, які сповідує, і конфесії та церковні організації, до яких відносить себе населення країни: римо-католицтво, Свідки Єгови, протестантизм, індуїзм.

## Освіта
Рівень письменності 2015 року становив 99 % дорослого населення (віком від 15 років): 99 % — серед чоловіків, 99 % — серед жінок.

## Охорона здоров'я

### Захворювання
Станом на серпень 2016 року в країні були зареєстровані випадки зараження вірусом Зіка через укуси комарів Aedes, переливання крові, статевим шляхом, під час вагітності.

## Соціально-економічне становище
Станом на 2012 рік, у країні 3,19 тис. осіб не має доступу до електромереж; 91 % населення має доступ, у містах цей показник дорівнює 100 %, у сільській місцевості — 80 %. Рівень проникнення інтернет-технологій надзвичайно низький. Станом на липень 2015 року в країні налічувалось 1100 унікальних інтернет-користувачів, що становило 3,5 % загальної кількості населення країни.

### Трудові ресурси
Загальні трудові ресурси 2008 року становили 17,3 тис. осіб (214-те місце у світі). Зайнятість економічно активного населення у господарстві країни розподіляється таким чином: туризм — 85 %; інше — 15 %.

## Кримінал

### Торгівля людьми
Згідно зі щорічною доповіддю про торгівлю людьми (англ. Trafficking in Persons Report) Управління з моніторингу та боротьби з торгівлею людьми Державного департаменту США, уряд Сен-Мартену докладає значних зусиль в боротьбі з явищем примусової праці, сексуальної експлуатації, незаконною торгівлею внутрішніми органами, але законодавство відповідає мінімальним вимогам американського закону 2000 року щодо захисту жертв (англ. Trafficking Victims Protection Act’s) не в повній мірі, країна знаходиться у списку другого рівня.

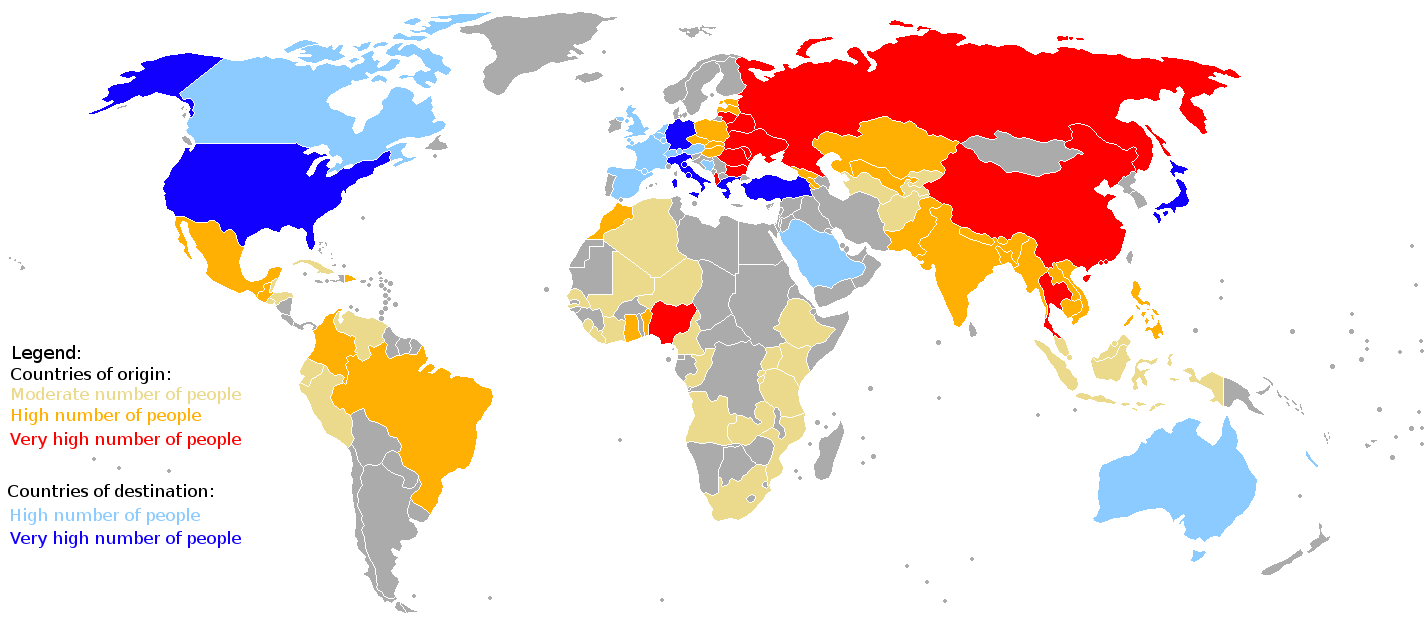
Країни-донори (червоний) і країни-реципієнти кримінальних потоків  (англ.)
Глобальна боротьба з торгівлею людьми (англ.)

## Гендерний стан
Статеве співвідношення (оцінка 2015 року):
- при народженні — 1,04 особи чоловічої статі на 1 особу жіночої;
- у віці до 14 років — 0,99 особи чоловічої статі на 1 особу жіночої;
- у віці 15-24 років — 1 особи чоловічої статі на 1 особу жіночої;
- у віці 25-54 років — 0,91 особи чоловічої статі на 1 особу жіночої;
- у віці 55-64 років — 0,87 особи чоловічої статі на 1 особу жіночої;
- у віці старше за 64 роки — 0,81 особи чоловічої статі на 1 особу жіночої;
- загалом — 0,93 особи чоловічої статі на 1 особу жіночої[1].

## Демографічні дослідження
Демографічні дослідження в країні ведуться рядом державних і наукових установ Франції:
- Національний інститут статистики і економічних досліджень Франції (фр. Institut national de la statistique et des études économiques).

### Українською
- Атлас. 10-11 клас. Економічна і соціальна географія світу / упорядники :  О. Я. Скуратович, Н. І. Чанцева. — К. : ДНВП «Картографія», 2010. — ISBN 978-966-475-639-3.
- Атлас світу / голов. ред. І. С. Руденко ; зав. ред. В. В. Радченко ; відп. ред. О. В. Вакуленко. — К. : ДНВП «Картографія», 2005. — 336 с. — ISBN 9666315467.
- Безуглий В. В. Економічна і соціальна географія зарубіжних країн : Навчальний посібник. — К. : ВЦ «Академія», 2007. — 704 с. — ISBN 978-966-580-239-6.
- Безуглий В. В., Козинець С. В. Регіональна економічна і соціальна географія світу : Навчальний посібник. — видання 2-ге, доп., перероб. — К. : ВЦ «Академія», 2007. — 688 с. — ISBN 966-580-144-9.
- Головченко В. І., Кравчук О. Країнознавство: Азія, Африка, Латинська Америка, Австралія і Океанія. — К., 2006. — 335 с. — ISBN 966-8939-04-2.
- Гудзеляк І. І. Географія населення: Навчальний посібник / І. Гудзеляк. — Л. : Видавничий центр ЛНУ імені Івана Франка, 2008. — 232 с. — ISBN 978-966-613-599-8.
- Дахно І. І. Країни світу: Енциклопедичний довідник / І. І. Дахно, С. М. Тимофієв. — К. : Мапа, 2011. — 606 с. — (Бібліотека нового українця) — ISBN 978-966-8804-23-6.
- Дахно І. І. Економічна географія зарубіжних країн : навчальний посібник. — К. : Центр учбової літератури, 2014. — 319 с. — ISBN 978-611-01-0682-5.
- Джаман В. О. Регіональні системи розселення: демографічні аспекти. — Чернівці : Рута, 2003. — 392 с. — ISBN 9665685988.
- Дорошенко Л. С. Демографія: Навчальний посібник. — К. : МАУП, 2005. — 112 с. — ISBN 966-608-442-2.
- Дубович І. А. Країнознавчий словник-довідник. — 5-те вид., перероб. і доп. — К. : Знання, 2008. — 839 с. — ISBN 978-966-346-330-8.
- Економічна і соціальна географія країн світу. Навчальний посібник / За ред. Кузика С. П. — Л. : Світ, 2002. — 672 с. — ISBN 966-603-178-7.
- Загальна медична географія світу / В. О. Шевченко [та ін.] — К. : [б.в.], 1998. — 178 с.
- Книш М. М., Мамчур О. І. Регіональна економічна і соціальна географія світу (Латинська Америка та Карибські країни, Африка, Азія, Океанія) : навч. посіб. — Л. : ЛНУ ім. Івана Франка, 2013. — 368 с. — ISBN 978-617-10-0007-0.
- Крисаченко В. С. Динаміка населення: Популяційні, етнічні та глобальні виміри. — К. : Видавництво Національного інституту стратегічних досліджень, 2005. — 368 с. — ISBN 966-554-083-1.
- Кузик С. П., Книш М. М. Економічна і соціальна географія країн Америки : навч. посіб. — Л. : ЛНУ ім. Івана Франка, 1999. — 299 с. — ISBN 966-613-026-2.
- Любіцева О. О., Мезенцев К. В., Павлов С. В. Географія релігій. — К. : АртЕК, 1999. — 504 с. — ISBN 966-505-006-0.
- Масляк П. О. Країнознавство. — К. : Знання, 2007. — 292 с. — (Вища освіта XXI століття)
- Масляк П. О., Дахно І. І. Економічна і соціальна географія світу / П. О. Масляк, І. І. Дахно ; за ред. П. О. Масляка. — К. : Вежа, 2003. — 280 с. — ISBN 966-7091-53-8.

### Російською
- (рос.) Гваделупа // Демографический энциклопедический словарь / главн. ред. Валентей Д. И. — М. : Советская энциклопедия, 1985. — 608 с.
- (рос.) Гваделупа // Латинская Америка. Энциклопедический справочник [в 2-х тт.] / Главный редактор В. В. Вольский. — М. : Советская энциклопедия, 1982. — Т. 2. К-Я. — 656 с.
- (рос.) Гваделупа // Страны и народы. Америка. Общий обзор Латинской Америки. Средняя Америка / Редкол. : отв. ред. В. В. Вольский, Я. Г. Машбиц и др. — М. : «Мысль», 1981. — 333 с. — (Страны и народы) — 180 тис. прим.
- (рос.) Атлас народов мира / Отв. ред. С. И. Брук и В. С. Апенченко. — М. : ГУГК ГГК СССР и Институт этнографии им. Н. Н. Миклухо-Маклая АН СССР, 1964. — 185 с. — 20 тис. прим.
- (рос.) Численность и расселение народов мира. Этнографические очерки / под ред. С. И. Брука. — М. : Издательство АН СССР, 1962. — 487 с.
- (рос.) Лаппо Г. М. География городов: Учебное пособие для географических факультетов вузов. — М. : Туманит, изд. центр ВЛАДОС, 1997. — 476 с. — ISBN 5-691-00047-0.
- (рос.) Ягельский А. География населения. — М. : Прогресс, 1980. — 383 с.